# Haley Bennett
Haley Loraine Keeling, mais conhecida pelo nome artístico de Haley Bennett (Naples, Flórida, 7 de janeiro de 1988) é uma atriz, cantora e compositora norte-americana que fez sua estreia no filme Music and Lyrics de 2007, no qual ela interpreta uma cantora chamada Cora Corman.

## Biografia
Haley é filha de Leilani Dorsey e Ronald Keeling. Quando ainda criança ela se mudou com seu pai para Stow, Ohio, onde frequentou a Stow-Munroe Falls High School, antes da família se mudar de volta para Naples. Estudou música e interpretação na Barron Collier High School, em Naples. Mais tarde frequentou a escola de Barbizon para ser modelo e atriz. Ela e sua mãe se mudaram para Los Angeles, Califórnia, para prosseguir a sua carreira no verão de 2005, depois do ensino médio. Haley escreve canções e poesias desde os 14 anos e tem vários cadernos acumulados com suas palavras e pensamentos.

## Vida pessoal
Haley namorou o ator e modelo Rick Malambri por um bom tempo, em 2009 começou a namorar o ator Ryan Eggold da série 90210, tendo fim no começo de 2010.

## Carreira no cinema
Haley fez sua estreia no cinema como a cantora de música pop, Cora Corman - uma mistura de Britney Spears, Christina Aguilera e Fergie, sugestivamente - na comédia romântica de 2007 ‘’Letra e Musica’’, ao lado de Hugh Grant e Drew Barrymore. Bennett cantou várias músicas para a trilha sonóra do filme, incluindo “Buddha’s Delight” e “Way Back into Love” que conta com a participação do ator Hugh Grant. Fragmentos de "Entering Bootytown" e "Slam" são ouvidos durante as cenas de concertos no filme. "Invincible" só pode ser ouvido durante os créditos finais e tem apenas um minuto e meio de duração.
Ela assinou um contrato de três filmes com a Warner Brothers Pictures, e estrelou em seu segundo e terceiro filmes, Colegiais em Apuros (em inglês: College) e “The Haunting of Molly Hartley”, no qual ela desempenhou o papel principal. Ela também fez uma pequena participação no filme “Marley & Eu". Estrelou ao lado de Julia Stiles e Lily Cole no curta “Passage" de Shekhar Kapur. Bennett vai aparecer no próximo filme de terror “The Hole”, filmado em 3D e dirigido por Joe Dante. Haley aparece em algumas cenas de sexo lesbico no filme Kaboom de 2010, onde contracena ao lado do ator Thomas Dekker.
Haley irá participar da nova série do canal FX chamada ‘’Outlaw Country’’ com Luke Grimes e Mary Steenburgen. Ela está contada para participar do elenco de Knight of Cups que conta também com a presença de outros grandes nomes como Natalie Portman, Cate Blanchett, Rooney Mara, Christian Bale e Ryan Gosling.

## Carreira na música
Embora Music and Lyrics permitiu-lhe demonstrar os seus talentos vocais, Haley Bennett insiste que seu verdadeiro estilo é muito diferente da personagem Cora. Bennett ainda não lançou nenhum album oficial, mas tem participação na trilha sónora do filme com as músicas “Buddha’s Delight”, “Way Back into Love”, “Entering Bootytown” e “Slam”. Apesar da música “Invincible” ter sido tocada nos créditos finais, ela não foi lançada no álbum da trilha sonora do filme, tendo sido lançada apenas na internet com apenas um minuto e meio de duração.
Haley realizou seu primeiro concerto ao vivo no The Mint em Los Angeles em 19 de junho de 2008. Em 2007 ela assinou com 550 Music/NuSound Records (parte da família de etiquetas Epic Records), e começou a trabalhar em seu primeiro álbum, que dedicou a seu ex-namorado Marcelo Canelas, um rapaz latino-americano. Este álbum está sendo criado com a ajuda da cantora e compositora Shaley Scott.

## Filmografia
| Ano  | Título Original               | Título no Brasil         | Personagem        | Notas                                      |
| ---- | ----------------------------- | ------------------------ | ----------------- | ------------------------------------------ |
| 2007 | Music and Lyrics              | Letra e Música           | Cora Corman       | Participa também da trilha sonóra do filme |
| 2008 | College                       | Colegiais em Apuros      | Kendall           |                                            |
| 2008 | The Haunting of Molly Hartley | Jovens Malditos          | Molly Hartley     | Protagonista                               |
| 2008 | Marley & Me                   | Marley & Eu              | Lisa              |                                            |
| 2009 | Passage                       |                          | Abby              | Curta-metragem                             |
| 2009 | The Hole                      | O Buraco                 | Julie Campbell    |                                            |
| 2009 | Arcadia Lost                  |                          | Charlotte         |                                            |
| 2010 | Kaboom                        | Kaboom                   | Stella            |                                            |
| 2013 | Lawless                       |                          |                   |                                            |
| 2013 | Knight Of Cups                |                          |                   |                                            |
| 2014 | The Equalizer                 | O Protetor               | Mandy             |                                            |
| 2015 | Hardcore Henry                | Hardcore-Missão Extrema  | Estelle           |                                            |
| 2016 | The Girl On The Train         | A Garota no Trem         | Megan             |                                            |
| 2016 | The Magnificent Seven         | Sete Homens e um Destino | Emma Cullen       |                                            |
| 2019 | The Red Sea Diving Resort     | Missão no Mar Vermelho   | Rachel Reiter     |                                            |
| 2020 | The Devil All The Time        | O Diabo de Cada Dia      | Charlotte Russell |                                            |